# 고바야시 가오루 (살인자)
고바야시 가오루(小林薫, 1968년 - 2013년 2월 21일)는 일본의 살인자이다. 주로 어린이를 대상으로 한 성범죄를 저지르다가 2004년에 1명을 살해하기에 이르렀다.

## 나라 살해사건 이전
고바야시는 오사카시 스미요시 구(住吉區)의 가난한 가정에서 태어났다. 가난으로 인해 일찍부터 신문 배달원으로 일해야 했으며, 1978년에는 어머니를 여의었다.
1989년, 고바야시는 8명의 어린이를 성폭행한 혐의로 징역 2년에 집행유예를 선고받았으나, 1991년 10월에 다른 어린이에 대한 살인 미수로 징역 3년의 실형을 선고받고 투옥되었다. 이후 1995년 11월 9일에 가석방되고 1996년 7월 23일에 공식 석방되었다.
이후 2000년 3월부터 7월까지 아사히 신문의 배달원으로 일하면서 이코마시, 그리고 인접한 나라시 도미오 정(富雄町)의 지리에 능통하게 되었다.

## 아리야마 가에데 납치살해
고바야시가 마이니치 신문의 배달원으로 일하고 있던 때인 2004년 11월 17일, 하교 중이던 초등학생인 아리아먀 가에데(有山楓, 당시 7)를 납치했다., 고바야시는 곧 아리야마의 휴대전화로 아리야마의 어머니에게 아리야마를 납치했다는 메일을 아리야마의 사진을 첨부해서 보냈다.
이어 고바야시는 아리야마를 살해하고 그 사체를 이코마군 헤구리 초(平郡町)에 유기했고, 아리야마의 사체는 그날 밤 발견되었다. 부검 결과 아리야마의 폐에는 물이 가득했고, 이 물이 깨끗했던 점으로 인해 욕조 등에 집어넣어 익사시킨 것으로 판명되었으며, 또한, 살해되기 전에 옷이 벗겨졌다가 살해된 후 옷이 다시 입혀진 것으로 추정되었다. 또한 아리야마의 손발에는 찰과상이 있었고, 이빨이 몇 개 뽑히고 없었다. 이들은 모두 살해 후 이뤄진 것으로 추정되었다.
유력한 단서는 아리야마의 옷에 붙어 있던 머리카락으로, B형 혈액형인 사람의 것과 AB형 혈액형인 사람의 것으로 각각 판명되었다. 그러던 중, 고바야시는 재차 아리야마의 휴대전화로 아리야마의 어머니에게 아리야마의 동생을 납치하겠다는 협박 메일을 보냈다. 이 메일에도 아리야마의 사진이 첨부되었다.

## 체포
당시 기타가쓰라기 군 가와이 초(河合町)에 살고 있던 고바야시는 두 번째 협박 메일로부터 약 보름 뒤인 12월 30일 납치살해 혐의로 체포되었다.
고바야시 체포에 결정적인 증거가 된 것은 휴대전화 기지국에 남겨진, 아리야마의 휴대전화에서 자신의 휴대전화로 아리야마의 사진을 전송시킨 기록이었다. 고바야시는 동네 술집의 점원과 다른 손님들에게 웹사이트에서 받았다고 주장하면서 자신의 휴대전화에 있는 아리야마의 사진을 보여주어 알리바이를 조작하려 한 것이다.
공교롭게도 그는 용의자가 근시일 내로 검거될 것으로 예상하는 뉴스가 게재된 조간 신문의 배달을 끝내고 검거되었다.
이어진 가택 수색에서 경찰은 고바야시의 자택에서 아동 포르노가 게재된 잡지와 비디오를 압수했고, 아리야마의 휴대전화와 책가방도 발견되었다. 또, 2004년 6월에서 12월에 걸쳐 도난당한 상당량의 내의도 발견되었다.,
고바야시의 차에 타는 아리야마를 목격한 증언에 의해 아리야마와 고바야시가 서로 면식이 있는 것으로 추정되었지만, 고바야시는 누구라도 상관 없으니 납치하고 싶었다고 진술했다.
2005년 1월 19일, 고바야시는 유괴살인의 혐의로 정식으로 구속되었다. 고바야시는 이미 어린이를 대상으로 한 성범죄의 전과가 있었기에 메간 법(en)과 비슷한 법률의 제정을 요구하는 여론이 커졌다.

## 사건의 영향

### 마이니치 신문의 대응
검거 이후, 히가시스미요시 지구의 지국에서 경찰에 23만 엔의 신문 구독료를 도난당했다는 신고를 했음이 밝혀졌다. 이후 해당 지국장은 가와이에서 근무 중인 고바야시가 그것을 훔쳐갔음을 알아냈다. 아리야마 납치사건 당일인 2004년 11월 17일, 판사는 지국장이 보고한 횡령의 용의자로 고바야시를 지목하고 구속 영장을 발부했다. 그러나, 지국장은 고바야시로부터 월부로 훔쳐간 돈을 갚겠다는 다짐을 받고 경찰에는 구속 영장의 발부 사실을 알리지 않아, 경찰은 고바야시를 검거하지 못했고 결과적으로 고바야시는 마음 놓고 아리야마를 납치살해할 수 있었다.
이에 대해 마이니치 신문은 2005년 1월 19일, 관련된 두 지국에 대한 계약을 1월 31일부로 종료할 것을 발표했다.

### 오타쿠에의 영향
언론인 오오타니 아키히로(ja)는 고바야시의 검거 전에 피규어 모에 족(ja)에 의한 범죄일 것을 예상했다. 결과적으로 체포된 고바야시는 오타쿠가 아니었음에도 불구하고 오타쿠라는 계층에 대한 사회 전반의 적대적 여론이 강화되었다. 특히, 성적 묘사가 포함된 만화나 게임 등에 대한 규제를 요구하는 목소리가 커지기도 했다. 한편 정치인 호사카 노부토(ja)는 일본의 도덕적 해이를 비판하기도 했다.

## 재판
2005년 4월 18일에 시작된 재판에서 고바야시는 아래와 같이 진술했다.,
| “ | 나의 행동이 제2의 미야자키 쓰토무로 세간의 기억에 남았으면 한다(第２の宮崎勤として、私のやったことが世間の記憶に残ってほしい) | ” |

그러나 정작 이 말을 들은 미야자키 쓰토무는 고바야시의 위 발언에 대해 '정신 감정도 받지 않은 사람이 제2의 미야자키 쓰토무 운운하지 마라'고 비판했다. 또, 그의 담당 의사는 고바야시가 반사회적 인격 장애(en)와 소아성애의 증상이 있으나 책임 능력은 있다고 판정했고, 결국 고바야시는 유죄로 판결되었다.
2006년 9월 26일, 나라 지방법원은 고바야시에게 사형을 선고했다. 같은 날 변호인은 항소했으나 10월 10일, 고바야시 본인이 이를 취하했다.
고바야시의 새 변호인은 2007년 6월, 고바야시의 항소 취하는 변호인이 없는 상태에서 이루어진 것이므로 무효로 해 줄것을 나라 지방법원에 요구했으나, 2008년 4월 21일, 나라 지방법원은 변호인의 유무와 관계 없이 항소의 취하가 가능하다면서 변호인의 청구를 기각했다.,
2008년 5월 22일, 오사카 고등법원은 1심의 판결을 확정했고, 이어 7월 7일, 대법원도 1심의 판결을 확정하여 최종적으로 사형이 확정되었고,, 2013년 2월 21일에 가나가와 마사히로, 가노 게이키와 함께 사형이 집행되었다.